# Synoestropsis punctipennis
Synoestropsis punctipennis är en nattsländeart som beskrevs av Georg Ulmer 1905. Synoestropsis punctipennis ingår i släktet Synoestropsis och familjen ryssjenattsländor. Inga underarter finns listade i Catalogue of Life.